# Montamarta
Montamarta – gmina w Hiszpanii, w prowincji Zamora, w Kastylii i León, o powierzchni 56,81 km². W 2011 roku gmina liczyła 618 mieszkańców.